# Louis Frémaux
Louis Joseph Félix Frémaux (Aire-sur-la-Lys, 13 agosto 1921 – Blois, 20 marzo 2017) è stato un direttore d'orchestra francese.

## Biografia

### Primi anni e formazione
Frémaux nacque a Aire-sur-la-Lys, in Francia, con una formazione artistica: il padre era un pittore e la moglie un'insegnante di musica.
Studiò musica al conservatorio di Valenciennes, ma i suoi studi furono interrotti dalla Seconda guerra mondiale, per cui entrò nella Resistenza francese; alla fine della guerra fu arruolato nella Legione straniera francese e fu inviato in Vietnam nel 1945-46. Entrò al Conservatorio di Parigi nel 1947, studiò con Louis Fourestier e Jacques Chailley e si diplomò nel 1952 con il primo premio in direzione d'orchestra.

### Carriera
Lavorò con l'orchestra dell'Opéra de Monte-Carlo, dopo essere stato congedato dalla Legione straniera francese (alla quale era stato richiamato per il servizio in Algeria) su richiesta del Principe Ranieri. Per dieci anni contribuì a costruire la reputazione dell'orchestra di Monte Carlo, oltre a dirigere prime d'opera. È stato il primo direttore musicale dell'Orchestre Philharmonique Rhône-Alpes (poi Orchestre National de Lyon), dal 1969 al 1971.
Nel Regno Unito Frémaux è stato direttore principale della City of Birmingham Symphony Orchestra (CBSO) dal 1969 al 1978. Durante il suo mandato alla CBSO, ha fondato il CBSO Chorus, con il baritono Gordon Clinton come maestro del coro. Nel 1978 gli è stato conferito un DMus onorario dall'Università di Birmingham; è anche diventato membro della Royal Academy of Music. Il suo mandato alla CBSO si è concluso però in modo controverso a seguito della rottura dei rapporti tra Frémaux e i musicisti dell'orchestra.Frémaux è stato direttore principale della Sydney Symphony Orchestra dal 1979 al 1982. È morto nel marzo 2017 all'età di 95 anni.
Nel 1969 è stato nominato Cavaliere della Legion d'Onore.

## Discografia
Nel 1963 registrò in prima mondiale Dialogus inter angelos et pastores Judae in nativitatem Domini H.420 e In nativitatem Domini canticum H.314 di Marc-Antoine Charpentier, con Marie-Claire Alain all'organo, l'Ensemble Vocal Stéphane Caillat e l'Orchestre Jean-François Paillard. 
All'inizio degli anni '80 Frémaux aveva registrato oltre cinquanta opere, ottenendo una menzione speciale dalla giuria Koussevitsky per Nottuni ed Alba e la Seconda Sinfonia di John McCabe. Altre registrazioni comprendono opere di Berlioz (Grande Messe des Morts, Symphonie Fantastique), Bizet (Sinfonia in do, Roma), Delalande (Salmi 12 e 144), Fauré (Requiem), Ibert (Bacchanale, Bostoniana, Concerto di Louisville, Divertissement), Poulenc (Gloria, Concerto per pianoforte), Saint-Saëns (Sinfonia n. 3, opere per violoncello e orchestra) e Walton (Gloria, Te Deum, Façade, The Wise Virgins). Ha inoltre diretto la London Symphony Orchestra nella Symphonie Fantastique (1988) e in un programma dedicato a Ravel con la Suite n. 2 Daphnis et Chloé, La Valse, il balletto completo Ma Mère l'Oye e il Boléro (1989).
Louis Frémaux può essere ascoltato come direttore in due concerti per pianoforte con Samson François (Concerto per la mano sinistra di Ravel, Parigi, 1964, e Concerto per pianoforte e orchestra (Grieg), Parigi, 1967), nel DVD EMI Classics 490437.